# Garay tér (Szekszárd)
A Garay tér Szekszárd egyik tere a belvárosban.
1881-et megelőzően a teret Zöldkút térnek nevezték, a 19. században a közepén állt kútról. Ma a kút helyén Garay János költő Szárnovszky Ferenc szobrász által készített szobra van, amelyet 1898. június 5-én lepleztek le. Alkotója Barabás Miklós alkotásából indult ki. A bronzszobrot a párizsi Gruet-cég öntötte ki, talapzatát Hector d’Espona műépítész tervezte, késő reneszánsz stílusban. Garay alakja előtt, a talapzatnál Köllő Miklós szobrász alkotása, egy nőalak babérágat ad Garay Jánosnak. A relief a nagyot mondó Háry Jánost örökíti meg, akit az 1843-as a költő Az obsitos című darabja révén lehet ismerni. A talapzaton emellett két idézet olvasható és leghíresebb verseinek címei (Árpádok, Kont, Hunyadi László, Mátyás király Gömörben, Bezerédj, a másik oldalon Csörgetó, A magyarok Mózese).
A Garay téren található a Magyarországon egyedülálló Német Színház, melynek épülete eredetileg mozinak készült, szecessziós stílusban, később modernné alakították át. Itt áll a Szekszárd szálló, amelyet Lechner Ödön épített. Emellett meghatározza a tér arculatát az Augusz-ház. Építtetője Augusz Antal, akinél Liszt Ferenc vendégségben többször is megfordult.
2006-ban adták át az új körpanorámát. 300 000 000 forintból készítették el a Garay tér rekonstrukcióját, a sétálóutca átépítése 2005-ben fejeződött be; az utat, a járdát, a közműveket, a teraszsort újra fektették. A kivitelező a 2005 konzorcium volt, amelynek tagja a Betonút Rt. és az Alisca Bau Rt.
A Garay téren és a sétálóutcán szokták megrendezni a Szekszárdi Szüret Felvonulását.

## Külső hivatkozások
- Szekszárd - Garay tér - Sétálóutca